# Nelson Giants
Maillots
Les Nelson Giants sont un club néo-zélandais de basket-ball basé à Nelson. Il appartient la National Basketball League, le plus haut niveau en Nouvelle-Zélande. 

## Palmarès
- National Basketball League : 1994, 1998, 2007

## Joueurs célèbres ou marquants
- Mika Vukona